# Каменский, Иван Фёдорович
Иван Фёдорович Каменский (2 июня 1842 года, Пермь — 12 декабря 1893 года, Пишпек) — томский купец 1-й гильдии, потомственный почетный гражданин, предприниматель, меценат, общественный деятель.

## Биография
Родился в семье крепостных крестьян Фёдора Козьмича и Маремьяны Ивановны Каменских в Перми. До 15 лет оставался в крепостной зависимости у владельцев династии Строгановых. В 1857 году отец выкупил свою семью на свободу.
Иван, пермский 1-й гильдии купеческий сын был отправлен в Томск с целью развития гужевых грузовых перевозок по Западной Сибири, занимался там торговыми операциями.
Один из первых предпринимателей, строивших русско-китайские торговые отношения. Занимался организацией сухопутных перевозок в Западной Сибири и Семиречье, впоследствии взялся за выгодные хлебные поставки в Туркестан.
С 1874 года — владелец крупчаточной мельницы с паровым двигателем близ деревни Аникиной на реке Басандайке. Рядом с мельницей находилась дача, где Каменский разводил маралов, лошадей и свиней разных пород, занимался пчеловодством. В 1860-х годах организовал в селе Сосновском Томской губернии земледельческую школу для обучения крестьян, ферму и земледельческое училище с ремесленной школой для обучения кустарным промыслам. С 1869 года — директор Томского губернского попечительного о тюрьмах комитета, организатор первого детского сада в Томске. Оказал материальное содействие экспедиции Г. Н. Потанина 1879—1880 гг.
Во время путешествий собрал коллекцию животных и птиц около 3 тысяч экземпляров. В 1889 году 95 шкурок птиц и млекопитающих, обитающих в окрестностях Кульджи и Семиречья, были подарены зоологическому музею Томского университета. В орнитологической коллекции Зоологического института РАН в Санкт-Петербурге хранится 24 экземпляра 14-ти видов птиц И. Ф. Каменского.
Основное направление деятельности — развитие торговли и хлебных поставок в Северо-Западный Китай. В 1874 году в Китай была отправлена учено-торговая экспедиция поручика Генерального штаба Юлиана Адамовича Сосновского. Оказал содействие в поиске новых торговых путей с Китаем для экспедиции. В 1876 году написал министру финансов докладную записку о состоянии торговых отношений с Китаем и выборе рационального торгового пути.
В ходе Дунганского восстания продолжал хлебную торговлю. Благодаря знанию обстановки и местных обычаев отправлял караваны в разоренные восстанием западные провинции Китая. В 1877 году по политическим причинам было запрещено вывозить хлеб в Китай, что помешало Каменскому выполнить взятые на себя обязательства. В результате его имущество было описано и продано с аукциона.

## Погребение
Умер 12 декабря 1882 года в Пишпеке (ныне Бишкек). Похоронен в родовом склепе под сводами монастырского Успенского храма в Перми. Могила не сохранилась.

## Семья
Жена: Варвара Андреевна Каменская, дочь московского купца Солнцева. В семье воспитывали пятерых детей.
Сыновья Александр и Владимир Ивановичи Каменские смогли получить образование благодаря материальной поддержке родных.
Александр Иванович (1867−1904) работал в отделении Торгового дома в Нижнем Новгороде.
Владимир Иванович Каменский (1872−1912) известный археолог, с 1910 года хранитель археологических коллекций музея антропологии и этнографии в Петербурге. В 1909 году работал в составе археологической экспедиции в Восточный Туркестан, организованной Русским комитетом для изучения Средней и Восточной Азии.
Судьба дочерей — Татьяны, Софии и Ольги — неизвестна.